# Каноппи, Антонио
Антонио Каноппи (итал. Antonio Canoppi; 4 апреля 1769, Модена — 19 апреля (1 мая) 1832) — российский архитектор, живописец, декоратор итальянского происхождения.

## Биография
Сведения об итальянской молодости Каноппи не вполне достоверны. В старых российских источниках утверждалось, что отец Каноппи, известный разными гидравлическими сооружениями, направил способности сына на изучение математических наук и строительного искусства, но Каноппи любил изящные искусства и своими альфреско украшал дворцы итальянских вельмож, затем начал работать декоратором в Милане в театре Фениче. Утверждение о том, что Каноппи учился у скульптора Кановы, считается преувеличением.
В 1805 году после вторжения войск Наполеона в Италию Каноппи бежал в Вену. Сначала работал в Москве, расписывая залы Дворянского собрания и оформляя особняки московской знати (работы погибли при пожаре 1812 года). С 1812 года жил в Петербурге, став основным декоратором императорских театров. Каноппи принадлежало оформление многих музыкальных и драматических спектаклей, в том числе опер «Семирамида», «Жар-Птица», «Месть, или Торжество Амура». Архитектурно-перспективные и пейзажные живописные декорации и занавесы Каноппи, выполненные в стиле классицизма, близки работам Кваренги и Гонзаго. Отступая от традиционного изображения мифологических сюжетов Каноппи часто воспроизводил в декорациях пейзажи и здания Петербурга (для возобновлённого после пожара 1818 года Петербургского Большого театра им была написана декорация с видом триумфальных Нарвских ворот). По свидетельству современников, Каноппи широко применял световые эффекты, передавая их средствами живописи (например, отблески пожара, игра лунного света). Романтические тенденции явственно сказываются в декорации Каноппи к последнему акту мелодрамы Дюканжа «Тридцать лет, или Жизнь игрока», где художник изобразил убогую хижину, сквозь полуразрушенный потолок и в окна которой льётся яркий дневной свет. В 1813 году признан Академией Художеств «назначенным».